# Jeanne M. Holm
Jeanne Marjorie Holm (Portland, 23 giugno 1921 – Annapolis, 15 febbraio 2010) è stata una militare statunitense, la prima donna generale a una stella dell'Aeronautica Militare degli Stati Uniti e la prima donna generale a due stelle in qualsiasi ramo del servizio degli Stati Uniti. La Holm è stata una forza trainante nell'espansione dei ruoli femminili nell'Aeronautica Militare.

## Inizio carriera
Jeanne Marjorie Holm nacque Jeanne Marjorie Hannes il 23 giugno 1921 a Portland, Oregon. Si è arruolata nell'esercito nel luglio 1942, poco dopo che il Congresso aveva creato il Corpo Ausiliario dell'Esercito Femminile (WAAC). Ha frequentato la scuola per ufficiali a Fort Des Moines, Iowa, e nel gennaio 1943 ha conseguito la nomina a “terzo ufficiale”, l'equivalente WAAC del secondo tenente.

## Seconda Guerra Mondiale
Durante la Seconda guerra mondiale, la Holm fu assegnata al Women's Army Corps Training Center di Fort Oglethorpe, in Georgia, dove comandò prima una compagnia di addestramento di base e poi un reggimento di addestramento. Alla fine della guerra, comandò la 106ª compagnia ospedaliera del WAC presso il Newton D. Baker General Hospital, in West Virginia. Lasciato il servizio militare attivo nel 1946, ha frequentato per due anni il Lewis and Clark College, dove è tornata nel 1956 per conseguire il Bachelor of Arts.

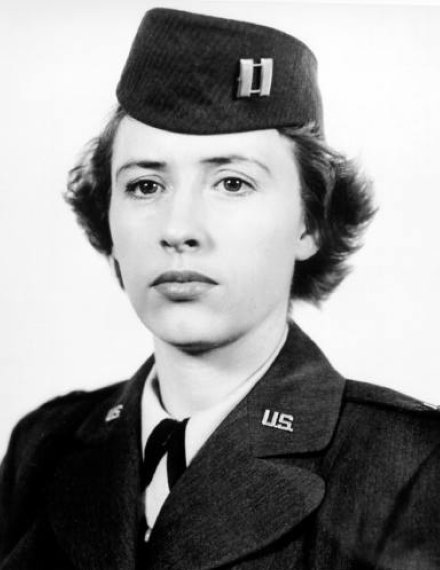
Capitano Holm, comandante di compagnia, 1948

Nell'ottobre 1948, durante il Blocco di Berlino, fu richiamata in servizio attivo con l'esercito e si recò a Camp Lee, in Virginia, come comandante di compagnia all'interno del Women's Army Corps Training Center. L'anno successivo si trasferì all'Aeronautica e venne inviata al Deposito aereo di Erding, in Germania. Lì ha prestato servizio come assistente direttore dei piani e delle operazioni per il 7200° Stormo di Depositi dell'Aeronautica Militare, e successivamente è stata ufficiale dei piani di guerra per l'85° Stormo di Depositi dell'Aeronautica Militare, durante il Ponte aereo per Berlino e le prime fasi della Guerra di Corea.

## Guerra fredda
Tornata dall'estero nel 1952, fu la prima donna a frequentare l'Air Command and Staff College presso la Maxwell Air Force Base di Montgomery, in Alabama. Fu poi assegnata al Quartier Generale dell'Aeronautica Militare degli Stati Uniti a Washington, come ufficiale addetto ai piani e ai programmi del personale presso l'Ufficio del Vice Capo di Stato Maggiore del Personale.
Il suo incarico successivo è stato quello di capo del personale presso l'Allied Air Forces Southern Europe, un quartier generale North Atlantic Treaty Organization, a Napoli, Italia, dove ha prestato servizio per quattro anni. Nel 1961 è tornata al Quartier Generale dell'Aeronautica Militare degli Stati Uniti ed è stata assegnata come ufficiale di staff del Congresso per il direttore del personale e dell'organizzazione. Per il suo lavoro in questo incarico, le è stata conferita la Legion of Merit.

## WAF
Nel novembre 1965 la Holm fu nominata direttrice della Women's Air Force (WAF), presso l'Ufficio del Vice Capo di Stato Maggiore, Personale. La sua nomina è stata prorogata due volte, rendendola la direttrice più longeva della WAF. Era responsabile della conoscenza e della consulenza generale dello staff sulle questioni riguardanti le donne militari nell'Aeronautica Militare. Durante il suo mandato, le politiche riguardanti le donne sono state aggiornate, la forza della WAF è più che raddoppiata, le opportunità di lavoro e di assegnazione sono state notevolmente ampliate e le uniformi sono state modernizzate. È stata un'attiva sostenitrice dell'espansione delle opportunità per le donne di servire nelle Forze Armate e un catalizzatore per cambiare i loro ruoli e le opportunità di carriera all'interno dell'Aeronautica Militare. Lo storico Walter J. Boyne ha riconosciuto la sua “enorme influenza sul ruolo delle donne nell'Aeronautica”. Per il suo servizio eccezionalmente meritorio in questo incarico, le è stata conferita la Air Force Distinguished Service Medal.

## Leadership dell'Aeronautica Militare
La Holm è stata promossa al grado di generale di brigata il 16 luglio 1971, prima donna ad essere nominata in questo grado nell'Aeronautica Militare. È stata promossa al grado di maggiore generale con decorrenza 1° giugno 1973, con data di entrata in grado 1° luglio 1970, ed è stata la prima donna delle Forze Armate a ricoprire tale grado.
Il 1° marzo 1973 la Holm fu nominata direttore del Consiglio del personale del Segretario dell'Aeronautica. In questa posizione è stata responsabile dell'amministrazione del Consiglio e del funzionamento delle sue commissioni e ha ricoperto il ruolo di presidente della Commissione di revisione del congedo dell'aeronautica, della Commissione per il personale, della Commissione di revisione, della Commissione di appello per l'invalidità fisica, della Commissione per le decorazioni e della Commissione di revisione dell'invalidità.
Si è ritirata dall'Aeronautica nel 1975.

## Casa Bianca

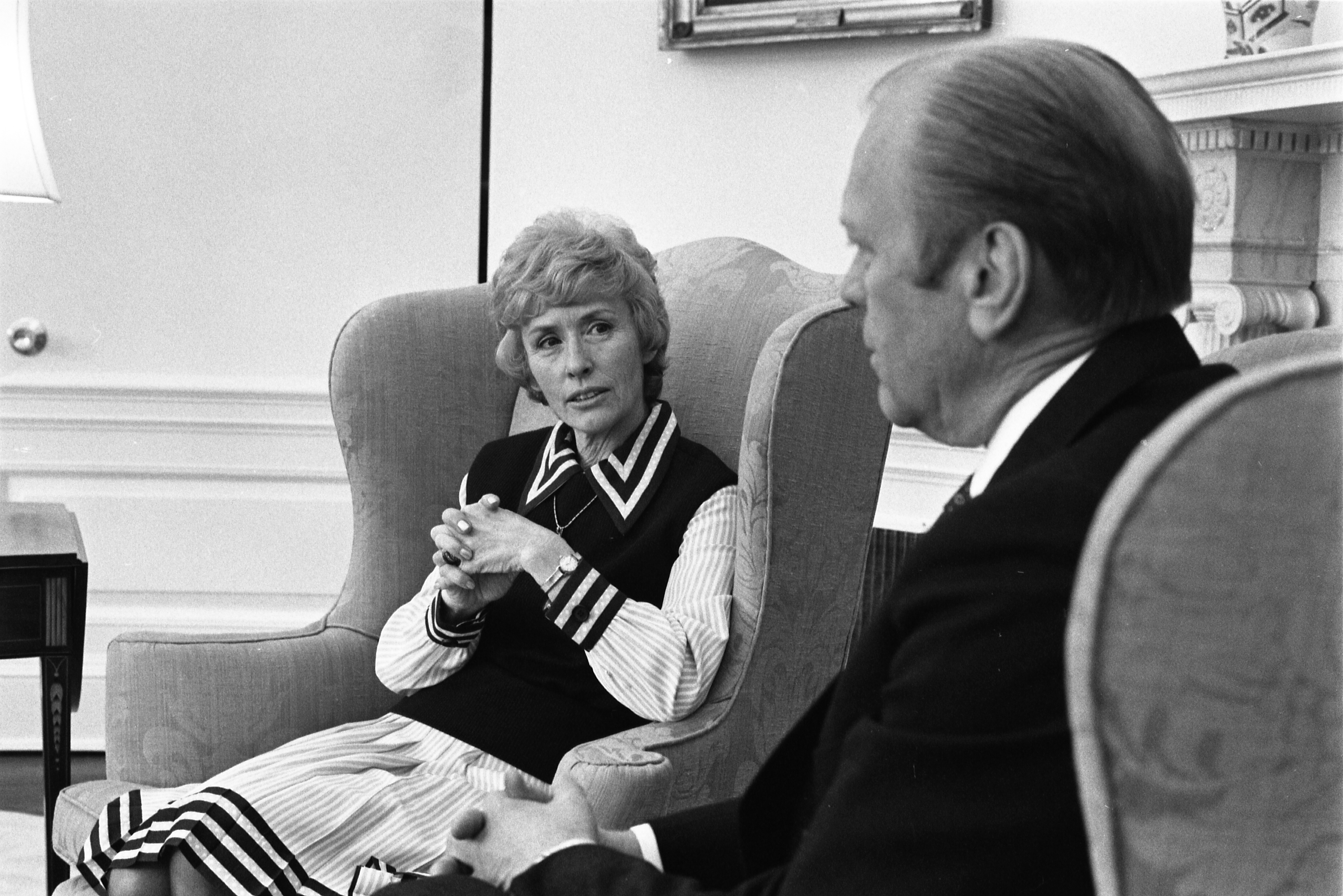
Il Presidente Gerald Ford si incontra con il Maggiore Generale Jeanne Holm

Dopo il pensionamento è stata consulente della Defense Manpower Commission. Nel marzo 1976 fu nominata assistente speciale del presidente Gerald Ford per l'Ufficio dei programmi femminili. La Holm aiutò Ford ad attirare un maggior numero di elettori femminili, contattando i gruppi di donne e prendendo nota delle questioni femminili. Illustrò a Ford un piano da presentare al Dipartimento di Giustizia che avrebbe autorizzato un riesame completo del Codice degli Stati Uniti per determinare se la formulazione di qualsiasi legge fosse basata sul sesso e non giustificata. Ford diede ordine al procuratore generale di iniziare il compito e lo annunciò al pubblico il 1º luglio 1976. Alle urne, le donne favorirono Ford di una piccola percentuale, ma furono superate da una maggiore affluenza maschile. I maschi favorirono Jimmy Carter quel tanto che bastava per dargli il 50,1% del voto popolare.

## Premi e riconoscimenti
È stata membro del Consiglio di amministrazione della Air Force Historical Foundation, membro del Consiglio di amministrazione di Camp Fire Girls, membro del Consiglio di amministrazione della Pentagon Federal Credit Union e membro dell'Air Force Association. Ha conseguito il Distinguished Alumni Award del Lewis and Clark College nel 1968, l'Encomio d'Onore dell'Air Force Association nel 1971 e l'Eugene Zuckert Leadership Award dell'Arnold Air Society nel 1972.
È stata inserita nella National Women's Hall of Fame nel 2000. Nel 2003 l'Air Force Association le ha conferito il premio alla carriera. Nel 2006 è stata inserita nella International Women in Aviation Hall of Fame. Nel 2008 una sezione dell'Air University è stata riorganizzata e rinominata Centro per l'adesione degli ufficiali e lo sviluppo dei cittadini Jeanne M. Holm.

### Decorazioni militari
| Template:Ribbon devices/alt                                                     | Medaglia al Servizio dell'Aeronautica Militare                                                       |
| Template:Ribbon devices/alt                                                     | Legion of Merit                                                                                      |
| Template:Ribbon devices/alt                                                     | Medaglia di Servizio del Corpo Militare Femminile                                                    |
| Template:Ribbon devices/alt                                                     | American Campaign Medal                                                                              |
| Template:Ribbon devices/alt                                                     | World War II Victory Medal                                                                           |
| Template:Ribbon devices/alt                                                     | Medaglia dell'Esercito di Occupazione con Dispositivo per il Ponte Aereo di Berlino                  |
| Template:Ribbon devices/alt                                                     | Medaglia per Azioni Umanitarie                                                                       |
| Bronze star · Template:Ribbon devices/alt                                       | Medaglia al Servizio della Difesa Nazionale con Stella di servizio in bronzo                         |
| Silver oak leaf cluster · Bronze oak leaf cluster · Template:Ribbon devices/alt | Premio di Longevità dell'Aeronautica Militare, con grappoli di foglie di quercia in argento e bronzo |
| Template:Ribbon devices/alt                                                     | Nastro per Esperti di Armi Leggere                                                                   |

## Date effettive della promozione
| Insegne | Grado               | Data          |
| ------- | ------------------- | ------------- |
|         | Maggior Generale    | June 1, 1973  |
|         | Generale di Brigata | July 16, 1971 |

## Autore
La Holm ha scritto due libri sulle donne nell'esercito, iniziando con Women in the Military: An Unfinished Revolution del 1982. Ha aggiornato il libro nel 1992-1994, inserendo le esperienze militari e di combattimento delle donne americane nelle invasioni di Grenada, Panama e nella Guerra del Golfo. Nel 1998 ha pubblicato una storia delle donne americane che hanno prestato servizio nella Seconda guerra mondiale, intitolata In Defense of a Nation: Servicewomen in World War II, che riassume le esperienze delle donne in servizio in tutte le armi militari.
Nel 2003 ha assistito l'autrice Linda Witt nella stesura del libro A Defense Weapon Known to be of Value: Servicewomen of the Korean War Era, pubblicato nel 2005. La Holm ha descritto alla Witt la storia della WAF all'inizio degli anni Cinquanta e le prove che le donne hanno dovuto affrontare per farsi strada in un esercito dominato dagli uomini.

## Vita privata
Era un'abile sciatrice d'acqua e di neve, studentessa di storia antica, subacquea e skipper della propria imbarcazione a motore. Prima di entrare nel servizio militare, era una professionista dell'argento.
Il 15 febbraio 2010 ad Annapolis, nel Maryland, è morta a causa di una polmonite in entrambi i polmoni. Le sono sopravvissuti i membri della sua famiglia, come un fratello, i nipoti e le nipoti. I funerali della Holm sono stati celebrati al Cimitero nazionale di Arlington il 29 marzo 2010, con tutti gli onori militari.